# Sébastien Chavanel
Pour les articles homonymes, voir Chavanel.
Sébastien Chavanel (21 mars 1981 à Châtellerault) est un coureur cycliste français. Professionnel de 2003 à 2016, il a remporté la Coupe de France en  2007.

## Biographie
Sébastien Chavanel naît le 21 mars 1981 à Châtellerault dans la Vienne. Son frère aîné Sylvain, né en 1979, est également coureur professionnel depuis 2000. Ses trois autres frères, Frédéric, Bertrand et Cyril, pratiquent également le cyclisme.
Il court en amateur, en 2002, dans l'équipe Vendée U-Pays de la Loire, réserve de l'équipe Bonjour dirigée par Jean-René Bernaudeau, qu'il intègre en 2003 sous le nom de Brioches La Boulangère. Il continue sa carrière dans cette équipe, qui, en 2005, devient Bouygues Telecom, jusqu'à la fin de la saison 2006 avant de partir en 2007 pour la Française des jeux.
Il possède un profil de sprinteur. Au début de la saison 2006, il a notamment battu Robbie McEwen au sprint lors de la troisième étape du Grand Prix International Costa Azul. En 2007, il remporte plusieurs victoires, dont le classement général de la Coupe de France et le Grand Prix de Denain. L'année suivante, il est proche d'une victoire sur le Tour de France, à Narbonne, où il est deuxième derrière Mark Cavendish.
Non-conservé par sa formation devenue entre-temps FDJ, il revient dans l'équipe de Jean-René Bernaudeau, désormais nommée Europcar, avec laquelle il s'engage pour la saison 2011. Il renoue avec la victoire en s'imposant sur la deuxième étape du Circuit de Lorraine. Il n'est cependant pas retenu par sa formation pour participer au Tour de France.
En 2013, au sein de l'équipe Europcar, il est le lanceur de Bryan Coquard lors de ses sprints. Il quitte cette équipe en fin d'année pour rejoindre la FDJ.fr et emmener Nacer Bouhanni dans le final des courses. Faute de nouveau contrat, il met un terme à sa carrière à l'issue de la saison 2016.
Après sa carrière, il est ambassadeur pour une marque sur les courses, dont le Tour de France et il crée une structure pouvant accueillir à Montpellier des coureurs afin de les conseiller et les accompagner dans l'entraînement,.
En 2019, il intègre le Béziers Méditerranée Cyclisme pour s'occuper de l'entraînement des coureurs 
Le 31 Juillet 2020, l'équipe Cofidis annonce son recrutement en tant que directeur sportif.

## Palmarès

### Palmarès amateur
- 2000
  - Grand Prix de Cherves
- 2001
  - Loire-Atlantique espoirs :
    - Classement général
    - 1re et 3e étapes
- 2002
  - 3e étape du Circuit des plages vendéennes
  - Côte picarde
  - 1re et 4e étapes du Tour du Loir-et-Cher
  - 3e étape de la Ronde de l'Isard d'Ariège
  - 7e du championnat du monde sur route espoirs

### Palmarès professionnel
| - 2003 - 2e et 3e étapes du Tour de l'Avenir - 2004 - 2e, 4e et 5e étapes du Tour de l'Avenir - 5e étape du Tour de la Région wallonne - 2006 - 3e étape du Grand Prix International Costa Azul - 2007 - Classement final de la Coupe de France - 3e étape du Tour de Picardie - Grand Prix de Denain - 5e étape de l'Étoile de Bessèges - 3e étape du Tour du Poitou-Charentes - 2e du Tro Bro Leon - 3e du Grand Prix d'Isbergues | - 2008 - Tour de Picardie : - Classement général - 4e étape - 2009 - 3e de la Nokere Koerse - 2011 - 2e étape du Circuit de Lorraine - 3e de la Roue tourangelle - 2012 - 2e de la Neuseen Classics – Rund um die Braunkohle |  |

## Résultats sur les grands tours

### Tour de France
3 participations
- 2007 : 130e
- 2008 : abandon (16e étape)
- 2015 : 160e et lanterne rouge

### Tour d'Italie
2 participations
- 2006 : abandon (7e étape)
- 2014 : 150e

### Tour d'Espagne
3 participations
- 2005 : abandon (17e étape)
- 2009 : abandon (13e étape)
- 2010 : 139e

## Classements mondiaux
| Année                  | 2006 | 2007 | 2008 | 2009 | 2010 | 2011 | 2012 | 2013 | 2014 | 2015 | 2016 |
| ---------------------- | ---- | ---- | ---- | ---- | ---- | ---- | ---- | ---- | ---- | ---- | ---- |
| Classement ProTour     | 209e |      | 136e |      |      |      |      |      |      |      |      |
| Calendrier mondial UCI |      |      |      |      | 248e |      |      |      |      |      |      |
| UCI World Tour         |      |      |      |      |      |      |      |      | nc   | nc   | nc   |
| UCI Europe Tour        |      |      |      |      |      | 97e  | 120e | nc   |      |      |      |